# Janette Husárová
Janette Husárová (Bratislava, 4 de junio de 1974) es una tenista profesional de Eslovaquia.
Su mayor logro profesional es el título de la WTA Tour Championships en categoría de dobles en 2002 haciendo pareja con la rusa Elena Dementieva. Con Dementieva alcanzó también la final del US Open ese mismo año, aunque perdió el título ante la pareja formada por Virginia Ruano y Paola Suárez.
Junto con Daniela Hantuchová fue miembro del equipo eslovaco ganador de la Fed Cup en 2002.
A lo largo de su carrera, Husárová ha ganado 25 títulos de la WTA en categoría de dobles y 3 torneos Tier I (Berlín y Moscú en 2002 y Tokio en 2005).
Alcanzó su posición más alta en la clasificación de la WTA en 2003 (No. 3 en dobles y No. 31 en individuales).
Anunció su retiro en febrero de 2016.

## Torneos de Grand Slam

### Dobles (0)

#### Finalista (1)
| Año  | Campeonato         | Pareja           | Oponentes en la final               | Marcador |
| 2002 | Abierto de EE. UU. | Elena Dementieva | Virginia Ruano Pascual Paola Suárez | 2–6, 1–6 |

## Actuación en TorneosGrand Slam

### Dobles
| Torneo                    | 1993 | 1994 | 1995 | 1996 | 1997 | 1998 | 1999 | 2000 | 2001 | 2002 | 2003 | 2004 | 2005 | 2006 | 2007 | 2008 | 2009 | 2010 | 2011 | 2012 | 2013 | 2014 | 2015 | 2016 | Carera G-P |
| ------------------------- | ---- | ---- | ---- | ---- | ---- | ---- | ---- | ---- | ---- | ---- | ---- | ---- | ---- | ---- | ---- | ---- | ---- | ---- | ---- | ---- | ---- | ---- | ---- | ---- | ---------- |
| Abierto de Australia      | A    | 1R   | A    | A    | A    | 1R   | A    | 1R   | 2R   | 1R   | 1R   | 2R   | CF   | 2R   | A    | 1R   | CF   | A    | A    | A    | A    | 1R   | 1R   | 1R   | 9–13       |
| Roland Garros             | A    | A    | 2R   | A    | A    | 1R   | 2R   | 2R   | 1R   | 2R   | CF   | CF   | 3R   | 3R   | CF   | 1R   | 1R   | A    | A    | 2R   | 3R   | 2R   | 3R   | A    | 23–17      |
| Wimbledon                 | A    | A    | A    | A    | A    | 1R   | 1R   | 1R   | 3R   | 1R   | CF   | 3R   | 3R   | 2R   | 3R   | 2R   | 1R   | A    | A    | 1R   | 1R   | 1R   | 1R   | A    | 13–16      |
| Abierto de Estados Unidos | 1R   | 2R   | A    | 1R   | A    | 1R   | A    | 3R   | 2R   | F    | CF   | CF   | 1R   | 3R   | 2R   | 3R   | 1R   | A    | A    | 2R   | 1R   | 2R   | 1R   | A    | 22–18      |
| G–P                       | 0–1  | 1–2  | 1–1  | 0–1  | 0–0  | 0–4  | 1–2  | 3–4  | 4–4  | 6–4  | 10–4 | 11–4 | 5–4  | 5–3  | 6–4  | 6–4  | 0–3  | 0–0  | 0–0  | 2–3  | 2–4  | 2–4  | 2–3  | 0–1  | 67–64      |

## Títulos

### Dobles
| Leyenda: Antes de 2009 | Leyenda: A partir de 2009 |
| ---------------------- | ------------------------- |
| Grand Slam (0)         |                           |
| WTA Championships (1)  |                           |
| Tier I (3)             | Premier Mandatory (0)     |
| Tier II (4)            | Premier 5 (0)             |
| Tier III (5)           | Premier (0)               |
| Tier IV & V (10)       | International (1)         |

| No. | Fecha                    | Torneo                 | Superficie    | Compañera               | Oponentes en la final                      | Resultado         |
| 1.  | 21 de julio de 1996      | Palermo                | Tierra batida | Barbara Schett          | Florencia Labat Barbara Rittner            | 6–1, 6–2          |
| 2.  | 11 de agosto de 1996     | Maria Lankowitz        | Tierra batida | Natalia Medvédeva       | Lenka Cenkova Katerina Siskova             | 6–4, 7–5          |
| 3.  | 5 de enero de 1997       | Auckland               | Dura          | Dominique Van Roost     | Aleksandra Olsza Elena Wagner              | 6–2, 6–7, 6–3     |
| 4.  | 14 de mayo de 2000       | Varsovia               | Tierra batida | Tathiana Garbin         | Iroda Tulyaganova Anna Zaporozhanova       | 6–3, 6–1          |
| 5.  | 7 de enero de 2001       | Gold Coast             | Dura          | Giulia Casoni           | Katie Schlukebir Meghann Shaughnessy       | 7–6, 7–5          |
| 6.  | 25 de febrero de 2001    | Bogotá                 | Tierra batida | Tathiana Garbin         | Laura Montalvo Paola Suárez                | 6–4, 2–6, 6–4     |
| 7.  | 22 de abril de 2001      | Budapest               | Tierra batida | Tathiana Garbin         | Zsofia Gubacsi Dragana Zaric               | 6–1, 6–3          |
| 8.  | 15 de julio de 2001      | Palermo                | Tierra batida | Tathiana Garbin         | M.J. Martínez Anabel Medina                | 4–6, 6–2, 6–4     |
| 9.  | 17 de febrero de 2002    | Doha                   | Dura          | Arantxa Sánchez Vicario | Alexandra Fusai Caroline Vis               | 6–3, 6–3          |
| 10. | 12 de mayo de 2002       | Berlín                 | Tierra batida | Elena Dementieva        | Daniela Hantuchová Arantxa Sánchez Vicario | 0–6, 7–6, 6–2     |
| 11. | 4 de agosto de 2002      | Acura Classic          | Dura          | Elena Dementieva        | Daniela Hantuchová Ai Sugiyama             | 6–2, 6–4          |
| 12. | 6 de octubre de 2002     | Moscú                  | Moqueta (I)   | Elena Dementieva        | Jelena Dokić Nadia Petrova                 | 2–6, 6–3, 7–6     |
| 13. | 27 de octubre de 2002    | Luxemburgo             | Dura (I)      | Kim Clijsters           | Kveta Hrdlickova Barbara Rittner           | 4–6, 6–3, 7–5     |
| 14. | 11 de noviembre de 2002  | WTA Tour Championships | Moqueta (I)   | Elena Dementieva        | Cara Black Elena Likhovtseva               | 4–6, 6–4, 6–3     |
| 15. | 28 de febrero de 2004    | Dubái                  | Dura          | Conchita Martínez       | Svetlana Kuznetsova Elena Likhovtseva      | 6–0, 1–6, 6–3     |
| 16. | 28 de abril de 2004      | Estoril                | Tierra batida | Emmanuelle Gagliardi    | Olga Blahotova Gabriela Navratilova        | 6–3, 6–2          |
| 17. | 31 de octubre de 2004    | Linz                   | Dura (I)      | Elena Likhovtseva       | Nathalie Dechy Patty Schnyder              | 6–2, 7–5          |
| 18. | 6 de febrero de 2005     | Tokio                  | Moqueta (I)   | Elena Likhovtseva       | Lindsay Davenport Corina Morariu           | 6–4, 6–3          |
| 19. | 23 de julio de 2006      | Palermo                | Tierra batida | Michaella Krajicek      | Alice Canepa Giulia Gabba                  | 6–0, 6–0          |
| 20. | 30 de julio de 2006      | Budapest               | Tierra batida | Michaella Krajicek      | Lucie Hradecka Renata Voracova             | 4–6, 6–4, 6–4     |
| 21. | 6 de enero de 2007       | Auckland               | Dura          | Paola Suárez            | Su-wei Hsieh Shikha Uberoi                 | 6–0, 6–2          |
| 22. | 30 de septiembre de 2007 | Luxemburgo             | Dura (I)      | Iveta Benešová          | Victoria Azarenka Shahar Peer              | 6–4, 6–2          |
| 23. | 13 de julio de 2008      | Budapest               | Tierra batida | Alizé Cornet            | Vanessa Henke Ioana Raluca Olaru           | 6-7(5), 6-1, 10-6 |
| 24. | 6 de mayo de 2012        | Budapest               | Tierra batida | Magdaléna Rybáriková    | Eva Birnerová Michaëlla Krajicek           | 6–4, 6–2          |